# 庄内余目病院
庄内余目病院（しょうないあまるめびょういん）は、山形県東田川郡庄内町にある医療機関。徳洲会グループが運営している。

## 沿革
- 1991年（平成3年) 8月1日 - 開院。
- 2018年（平成30年）2月1日 - 医療法人社団山形愛心会が医療法人徳洲会に編入されたことに伴い現病院名に変更。

## 診療科
- 内科
- 循環器内科
- 神経内科
- 外科
- 整形外科
- 形成外科
- 脳神経外科
- 心臓血管外科
- 皮膚科
- 泌尿器科
- 婦人科
- 精神科
- リハビリテーション科
- 放射線科
- 歯科口腔外科
- 麻酔科

## アクセス
- 車
  - 庄内空港インターチェンジから15分[3]。
  - 庄内空港から15分[3]。
  - JR羽越本線余目駅から5分[3]。
- バス
  - バス停「庄内余目病院」下車（庄内交通）

## 周辺
- 八幡公園
- 庄内町役場